# Sisyropa thermophila
Sisyropa thermophila är en tvåvingeart som först beskrevs av Christian Rudolph Wilhelm Wiedemann 1830.  Sisyropa thermophila ingår i släktet Sisyropa och familjen parasitflugor. Inga underarter finns listade i Catalogue of Life.